# اضطراب الشخصية شبه الفصامي

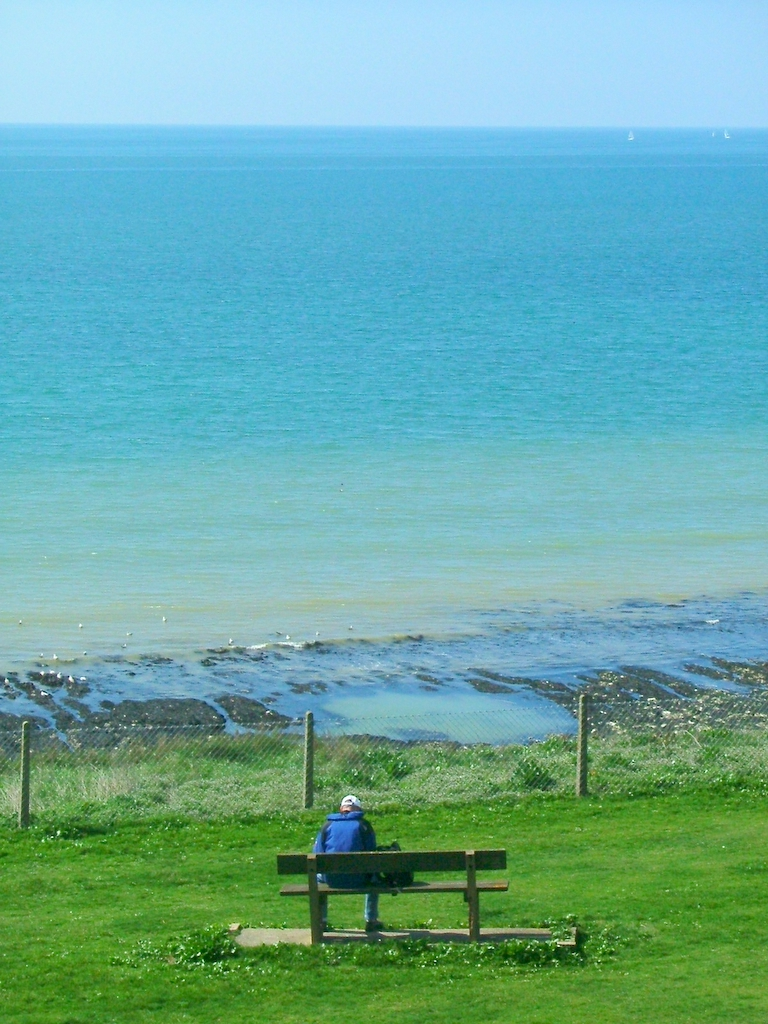
المصابون باضطراب الشخصية شبه الفصامي يفضلون النشاطات المنعزلة

اضطراب الشخصية شبه الفصامي (بالإنجليزية: Schizoid personality disorder) أو اضطراب الشخصية الفصامانية ويُعرف اختصارا بـالشخصية شبه الفصامية هو أحد اضطرابات الشخصية والذي يتميز بإنعدام الاهتمام بالعلاقات الاجتماعية، والتوجه نحو نمط حياة يتسم بالانفرادية، والسرية، والبرود العاطفي واللامبالاة. وقد يكون الأفراد المصابون بهذا الاضطراب غير قادرين على تكوين علاقات حميمة مع الآخرين، كما يظهر عليهم أنهم يعيشون في ذواتهم وفي عالمهم الخيالي الداخلي بشكل حصري.
اضطراب الشخصية شبه الفصامي ليس هو نفسه انفصام الشخصية أو اضطراب الشخصية الفصامي النوع. ولكن هناك بعض الأدلة على بعض الروابط والمخاطر الجينية المشتركة فيما بين اضطراب الشخصية شبه الفصامي وغيرها من اضطرابات الشخصية (الفئة أ) والفصام. وهكذا يُعتقد أن اضطراب الشخصية شبه الفصامي هو ضمن طيف اضطراب الفصام".
يرى النقاد أن تعريف اضطراب الشخصية شبه الفصامي يعتبر معيبا وذلك بسبب التحيز الثقافي، وأنه لا يشكل اضطراب عقلي ولكنه ببساطة أسلوب تعلق تجنبي يتطلب تواصل عاطفي أكثر بعدا. وإذا كان هذا صحيحا، فإن العديد من ردود الأفعال ذات الإشكالية التي يظهرها الأفراد المصابون في المواقف الاجتماعية قد تكون (جزئيا) بسبب الأحكام التي تصدر عادة على الأشخاص المصابون بهذا النمط. ومع ذلك، فمن المهم أن نلاحظ أن الضعف (فشل الوظيفة) هو أمر لازم لأي سلوك من أجل تشخيصه باعتباره اضطراب الشخصية. وفما يبدو أن اضطراب الشخصية شبه الفصامي يفي بهذا المعيار لأنه مرتبط بنتائج سلبية.
اضطراب الشخصية شبه الفصامي هو اضطراب ضعيف الدراسة، وهناك القليل من البيانات السريرية عليه لأنه نادرا ما يوجد في البيئات السريرية. ولم يتم بعد التحقق من فعالية العلاج النفسي والعلاج الدوائي للاضطراب بشكل تجريبي ومنهجي.

## العلامات والأعراض
الشخص الذين يعاني من اضطراب الشخصية شبه الفصامي غالبا ما يكون شخص معزول، بارد، وغير مبال، مما يسبب صعوبة تفاعلية بينه وبين غيره. ومعظم الأفراد الذين تم تشخيصهم باضطراب الشخصية شبه الفصامي لديهم صعوبة في إقامة علاقات شخصية أو حتى التعبير عن مشاعرهم بشكل ذو معنى. وقد يأخذ المصاب موقفا سلبيا في مواجهة الأوضاع غير المقبولة. وقد يكون اتصاله مع الآخرين غير مبال لكنهُ مهذب في ذات الوقت. وبسبب عدم وجود تواصل هادف مع الآخرين، فإن الشخص المصاب ليس لديه القدرة على تطوير انطباعات دقيقة عن مدى اقترابه من الآخرين.
تُواجه أنواع الشخصية شبه الفصامي لتحقيق الوعي الذاتي والقدرة على تقييم تأثير سلوكياتهم وردود أفعالهم في المواقف الاجتماعية. ويشير رونالد لينغ (Ronald Laing) إلى أنه عندما لا يتم إثراء الشخص عن طريق تزويده بالواقعية من الأفراد المحيطين، تصبح الصورة الذاتية لديه فارغة ومتطايرة على نحو متزايد، الأمر الذي يقود الشخص للشعور بأنه غير حقيقي.
عندما تنتهك المساحة الشخصية لأحد الأفراد، فإنه يشعر بالاختناق ويشعر بالحاجة إلى تحرير نفسه والحاجة للاستقلال. أما الشخص المصاب باضطراب الشخصية شبه الفصامي فيميل إلى أن يكون أكثر سعادة عندما يكون في علاقة مع شريك يطلب منه مطالب عاطفية أو حميمة أقل. ليس لأن المصابين يريدون تجنب الناس على هذا النحو، ولكن لأنهم يتجنبون العواطف السلبية والإيجابية على حد سواء، كما يتجنبون العلاقة الحميمة العاطفية، والكشف أو المصارحة الذاتية.
وهذا يعني أنه من الممكن للأفراد المصابين باضطراب الشخصية شبه الفصامي تكوين علاقات مع الآخرين على أساس أنشطة فكرية أو بدنية أو عائلية أو مهنية أو ترفيهية طالما أن هذه الارتباطات لا تطلب أو تتطلب احتياجيات حميمة أو عاطفية وهو الأمر الذي يرفضه المصابون. ويشرح دونالد وينيكوت ( Donald Winnicott ) هذه الحاجة لتعديل التفاعل العاطفي بالقول أن الأفراد المصابين باضطراب الشخصية شبه الفصامي بأنهم «يفضلون إقامة العلاقات استنادا على شروطهم الخاصة وليس استنادا على حوافز واحتياجات الآخرين». وإذا لم يتمكنوا من تحقيق ذلك، فهم يفضلون العزلة.
على الرغم من أن هناك اعتقادا بأن المصابين باضطراب الشخصية شبه الفصامي راضين وغير مدركين لمشاعرهم، وأن كثير منهم يدرك اختلافه عن الآخرين. يقول بعض المصابون الذين يعانون من اضطراب الشخصية شبه الفصامي وهو في العلاج أن: «الحياة تمر بهم» أو أنهم يشعرون وكأنهم يعيشون في محارة (مكان معزول)؛ ويرون أنفسهم كما لو أنهم «فوتوا الحافلة» ويشكون من مراقبتهم للحياة من مسافة بعيدة. ووفقا لهارون بيك وفريمان، فإن «المرضى الذين يعانون من اضطرابات الشخصية شبه الفصامي يعتبرون أنفسهم مراقِبين، بدلا من كونهم مشاركين في العالم من حولهم».
وهناك تكهنات بأن اضطراب الشخصية شبه الفصامي قد يكون له علاقات بالإبداع.

### شبه الفصامي السري
يُظهر العديد من الأفراد المصابين باضطراب الشخصية شبه الفصامي شخصية تفاعلية جذابة تتناقض مع السمات الملحوظة التي أكدها الدليل التشخيصي والإحصائي (DSM-5) والتصنيف الدولي للأمراض في تعريف الشخصية اضطراب الشخصية شبه الفصامية. وقد صنف كلاين هؤلاء الأفراد بأنهم «انعزاليون بشكل سري»، فهم يقدمون أنفسهم علي أنهم متاحون اجتماعيا، ومهتمون، ومشاركون في التفاعل ولكنهم لا يزالون منسحبين عاطفيا ومعزلين في داخلهم ضمن العالم الداخلي الخاص بهم.
يعتبر الانسحاب أو الانفصال عن العالم الخارجي سمة مميزة من سمات الأمراض شبه الفصامية، ولكن هذه السمة قد تظهر إما في شكل «كلاسيكي» أو في شكل «سري». فالكلاسيكي يطابق الوصف النموذجي للشخصية شبه الفصامية الموجود في الدليل التشخيصي، ومع ذلك فكما في كثير من الأحيان فهي حالة داخلية خفية، ولذلك حذر كلاين من أنه لا ينبغي أن يفوت الطبيب تحديد المريض شبه الفصامي لأنه لم يرى انسحاب المريض من خلال تفاعل المريض الدفاعي والتعويضي مع الواقع الخارجي. ويقترح كلاين بأن الطبيب يحتاج فقط إلى أن يسأل المريض ما هي تجربته الذاتية من أجل الكشف عن وجود رفض شبه فصامية للعلاقات الحميمة والعاطفية.
تم تمييز أوصاف الشخصية شبه الفصامية «السرية» وراء مظهر خارجي من الانخراط العاطفي وذلك منذ عام 1940 مع وصف فيربايرن (Fairbairn) «شبه الفصامية الاستعراضية»، حيث يستطيع المصاب التعبير عن قدر كبير من الشعور والتظاهر بما يمكن أن يعتبر تواصلا اجتماعيا مثيرا للإعجاب ولكنه في الواقع لا يعطي شيئا ولا يفقد شيئا. لأنه فقط «لعب الدور»، لكن شخصيته الحقيقية لم تشارك. ووفقا لفيربايرن فإن الشخص يتبرأ من الجزء الذي يلعب به، وبالتالي فإنه يسعى للحفاظ على شخصيته سليمة وبعيدة عن الحل التوفيقي. وهناك إشارات أخرى إلى الانعزال السري من قبل مسعود خان، جيفري سينفيلد وفيليب مانفيلد، الذين قدموا وصفا للمصاب باضطراب الشخصية شبه الفصامية والذي يتمتع «فعلا» بأمور الخطابة والتحدث للحشود ولكنه يواجه صعوبة كبيرة في فترات الراحة عندما يحاول أعضاء الحشد الانخراط به عاطفيا. وهذه الإشارات توضح المشاكل التي ينطوي عليها الاعتماد بشكل فردي على السلوك الخارجي الملحوظ أثناء تقييم وجود اضطرابات شخصية في بعض الأفراد.

### خيال شبه الفصامي
الاعتماد المرضي على التخيل والانشغال بالخبرة الداخلية غالبا ما يكون جزءا من الانسحاب شبه الفصامي عن العالم. وهكذا يصبح الخيال عنصرا أساسيا من عناصر الذات أثناء الاغتراب، على الرغم من أن التخيل في الفرد شبه الفصامي هو أمر أكثر تعقيدا بكثير من مجرد كونه وسيلة لتسهيل الانسحاب.
يمثل الخيال أيضا علاقة (بالوكالة) مع العالم الخارجي ومع الآخرين. فهو علاقة بديلة، ولكنها مع ذلك تتميز بآليات دفاعية وتعويضية مثالية. وهذا بدوره يمثل احتواء ذاتي وخلو من المخاطر والقلق المصاحب للارتباطات العاطفية مع الأشخاص والحالات الحقيقية. ويوضح كلاين ذلك بأنه «تعبير عن الذات التي تكافح من أجل الاتصال بالأشياء، وإن كانت أشياء داخلية، فالخيال يسمح للمريض شبه الفصامي بأن يشعر بالارتباط، وفي الوقت ذاته فإنه لا يزال بعيدا من السجن في العلاقات، فباختصار، يمكّن الخيال المصاب من التعلق (بالأشياء الداخلية) والحرية من التعلق في الوقت ذاته». وهذا الجانب من الاضطراب شبه الفصامي تم تفصيله باستفاضة في أعمال لينغ، وينيكوت، وكلاين.

### جنسية شبه الفصامي
أحيانا ما يكون المصابون باضطراب الشخصية شبه الفصامي غير مبالين جنسيا، وعلى الرغم من ذلك فهم لا يعانون عادة من انعدام الشهوة. وقد يسبب تفضيلهم للبقاء وحدهم وانفصالهم في أن تكون حاجتهم للجنس أقل من أولئك الذين ليس لديهم الاضطراب. فالجنس غالبا ما يجعل الأفراد الذين يعانون من اضطراب الشخصية شبه الفصامي يشعرون بأن مساحتهم الشخصية الخاصة قد تم انتهاكها، ويشعرون عادة أن الاستمناء أو الامتناع الجنسي هو الحل الأمثل لتجنب التقارب العاطفي المجبرون عليه أثناء ممارسة الجنس. والتوسع الكبير في هذه الصورة يمثل استثناءات ملحوظة لأفراد مصابون بالاضطراب وينخرطون في أنشطة جنسية أحيانا أو حتى بشكل متكرر مع الآخرين.
يصف هاري غونتريب "العلاقة الجنسية السرية" والتي تظهر في بعض الأفراد المصابين المتزوجين كمحاولة لتقليل قدر الحميمة العاطفية التي ترتكز في علاقة واحدة، وعلى العكس من ذلك، فقد يقصر المريض في العلاقة (أكثر أو أقل) على مجرد الاتصالات الجنسية دون تبادل الخبرات الأخرى مع الشريك". وقد نشر جيفري سينفيلد، أستاذ العمل الاجتماعي في جامعة نيويورك، مجلدا عن اضطراب الشخصية شبه الفصامي، يوضح تفاصيل عن "جوع شبه الفصامي" الذي قد يظهر كنشاط جنسي. وقدم سينفيلد مثالا على امرأة مصابة بالاضطراب تحضر سرا للعديد من الحانات للقاء رجال بغرض الحصول على إشباع جنسي، وهو عمل يخفف من مشاعر الجوع والفراغ.
يصف سلمان أختر هذا التفاعل الديناميكي بين الجنسية السرية مقابل الدوافع السرية لبعض المصابين بمزيد من الدقة. وبدلا من اتباع الاقتراح الضيق بأن الأفراد المصابين بالاضطراب هم إما جنسيين أو لاجنسيين، فإن أختر يوحي بأن كلا من هذه القوى قد توجد في الفرد على الرغم من أهدافهما المتناقضة نوعا ما. لذا يجب أن تتضمن الصورة السريرية الدقيقة عن الحياة الجنسية شبه الفصامي علامات علنية: «لاجنسي، في بعض الأحيان أعزب، خالي من الرغبات والاهتمامات الرومانسية؛ ينفر من القيل والقال الجنسي»، فضلا عن مظاهر سرية محتملة مثل «اهتمامات سرية بالإباحية. التعرضية لهوس العشق، والميل نحو الانحرافات» وعلى الرغم من ذلك، فليس بالضرورة أن تنطبق هذه الصورة على جميع المصابين.

## الأسباب
تشير بعض الدلائل إلى أن اضطرابات الشخصية في (المجموعة أ) تتقاسم العوامل والمخاطر الجينية والبيئية، وهناك انتشار متزايد للاضطراب الشخصية شبه الفصامي لدى أقارب الأشخاص المصابين بالفصام واضطراب الشخصية الفصامي النوع. وتوحي دراسات التوأم مع الصفات الشخصية للاضطراب شبه الفصامي (مثل الاجتماعية المنخفضة والحميمية المنخفضة) بأنها صفات موروثة. وإلى جانب هذه الأدلة غير المباشرة، فإن التقديرات للوراثة المباشرة تتراوح من 50-59؟. بجانب رأي سولا وولف، اللذان عملا بحثا سريريا وأعمال سريرية مع أطفال ومراهقين يعانون من أعراض شبه فصامية، بأن «الشخصية شبه الفصامية لها أساس تكويني أسري، وربما جيني،». كما أن العلاقة بين اضطراب الشخصية شبه الفصامي ونقص الوزن قد تشير أيضا إلى تدخل العوامل البيولوجية.
بشكل عام، فإن سوء التغذية قبل الولادة، والولادة المبكرة وانخفاض وزن المولود هي عوامل خطر لكون الطفل سيعاني من الاضطرابات النفسية، ويمكن أن تسهم في تطوير اضطراب الشخصية الانعزالية. وكذلك فإن أولئك الذين عانوا من إصابات الدماغ قد يكونوت أيضا في خطر تطوير صفات تعكس اضطراب الشخصية شبه الفصامي.
وقد افترض باحثون آخرون أن الكمالية المفرطة، وإهمال الأباء الغير محبين يمكن أن يلعب دورا.

## التشخيص

### معايير الدليل التشخصي
الدليل التشخيصي والإحصائي للاضطرابات النفسية هو دليل يستخدم على نطاق واسع لتشخيص الاضطرابات النفسية. ووفقا له فإن المصابين باضطراب الشخصية شبه الفصامي يكونوا في كثير من الأحيان غير قادرين على التعبير عن العدوانية أو العداء، حتى عند الاستفزاز المباشر. فهؤلاء الأفراد يمكن أن يظهرون كما لو كان بهم غموض أو منجرفين تجاه أهدافهم، وحياتهم قد تبدو كما لو كانت بلا اتجاه. ويرى آخرون أنهم غير حاسمين في أفعالهم، وهم متمركزون حول ذواتهم، ومنفصلون عن أنفسهم وعن محيطهم («كما لو كانوا ليسو موجودين» أو «في حالة من الضباب»). وغالبا ما يكون عندهم أحلام يقظة مفرطة. وفي الحالات التي يزداد فيها العجز في القدرة على تكوين علاقات اجتماعية، فقد لا يكون التعارف والزواج أمرا ممكنا.

### معايير التصنيف الدولي للأمراض
أدرج تصنيف الاضطرابات النفسية والسلوكية التابع للتصنيف الدولي للأمراض اضطراب الشخصية شبه الفصامي تحت رقم (F60.1).
ويتصف الاضطراب بما لا يقل عن أربعة من المعايير التالية:
1. البرود العاطفي، الانفصال، وتبلد المشاعر.
2. محدودية القدرة في التعبير عن المشاعر الإيجابية أو السلبية تجاه الآخرين.
3. التفضيل المستمر للأنشطة الانفرادية.
4. عدد قليل جدا، إن وجد، من الأصدقاء المقربين أو العلاقات الشخصية، وعدم الرغبة في ذلك.
5. اللامبالاة للثناء أو النقد.
6. القليل من الاهتمام بممارسة الجنس مع شخص آخر (مع الأخذ في الاعتبار العمر).
7. الحصول على السرور من عدد قليل، إن وجد، من الأنشطة.
8. اللامبالاة بالمعايير والاتفاقيات الاجتماعية.
9. الانشغال بالخيال والتأمل.

ومن متطلبات التصنيف الدولي لتشخيص أي اضطراب شخصي معين هو أن يقابل أيضا مجموعة من المعايير العامة لاضطراب الشخصية.

### معايير غونتريب
حدد رالف كلاين، المدير السريري لمعهد ماسترسون، الخصائص التسعة التالية للشخصية شبه الفصامية كما وصفها هاري غونتريب:
معايير الشخصية شبه الفصامية
- الانطواء،
- الانسحاب،
- النرجسية
- الاكتفاء الذاتي،
- الشعور بالتفوق،
- فقدان التأثر والعاطفة،
- الشعور بالوحدة،
- تبدد الشخصية،
- النكوص.

تُبرز الخصائص التسعة الأولى التي عبر عنها غونتريب بشكل أكثر وضوحا بعض الاختلافات الرئيسية التي توجد بين الصورة الوصفية للدليل التشخصي للاضطراب وبين العلاقة التقليدية للتحليل النفسي ونظرية العلاقة بالموضوع. جميع الخصائص التسعة متسقة داخليا. ومعظم، إن لم يكن كل، الصفات ينبغي أن تكون موجودة من أجل تشخيص اضطراب الشخصية شبه الفصامي.

### الإنتقاد
تم اقتراح أن يمثل اضطراب الشخصية شبه الفصامي اثنين من الاضطرابات الأخري. أحدهم هو اضطراب محدودية التأثر أو الشعور (ينتمي إلى اضطراب الشخصية الانعزالية) والآخر هو اضطراب العزلة (ينتمي إلى اضطراب الشخصية التجنبية). ولذلك، دعا البعض إلى إزالة فئة اضطراب الشخصية الانعزالية من الطبعات المستقبلية للدليل التشخيصي واستبدالها بنموذج الأبعاد.

### التشخيص التفريقي
في حين يشارك اضطراب الشخصية شبه الفصامي عدة أعراض مع اضطرابات نفسية أخرى، فهنا بعض السمات المميزة الهامة:
| الحالة النفسية          | الوصف |
| ----------------------- | --- |
| الإكتئاب                | قد يعاني المصابون باضطراب الشخصية شبه الفصامي أيضا من الاكتئاب السريري. ومع ذلك، فهذا ليس هو الحال دائما. فعلى عكس المكتئبين، فإن الأشخاص المصابين باضطراب شبه الفصامي عموما لا يعتبرون أنفسهم أقل شأنا من الآخرين. وقد يعترفون بأنهم "مختلفون". |
| اضطراب الشخصية التجنبية | في حين أن المصابين باضطراب الشخصية التجنبية يتحاشون التفاعلات الاجتماعية بسبب القلق أو بسبب مشاعر انعدام الكفاءة، فإن أولئك الذين يعانون من اضطراب الشخصية شبه الفصامي يتحاشون التفاعلات الاجتماعية لأنهم غير مبالين حقا بها. وقد وجدت دراسة أجريت في عام 1989، أن "كلا من الشخصيات التجنبية وشبه الفصامية تُظهران مستويات مكافئة من القلق والاكتئاب والميول الذهانية". ويبدو أيضا أن هناك بعض المخاطر الوراثية المشتركة بين اضطراب الشخصية التجنبية وشبه الفصامية (انظر السلوك التجنبي الانعزالي). وقد أكدت عدة مصادر حتى الآن الترادف بين الشخصية شبه الفصامية وأسلوب التعلق التجنبي. ومع ذلك، ينبغي التمييز بشكل قاطع أن الأفراد المصابين بالشخصية شبه الفصامية لا يبحثون عن التفاعلات الاجتماعية بسبب عدم الاهتمام بها، في حين أن أولئك الذين لديهم أسلوب تعلق تجنبي يمكن في الواقع أن يكونوا مهتمين جدا بالتفاعل مع الآخرين، ولكن من دون إقامة صلات بعمق كبير أو طويلة المدي بسبب عدم تحمل أي شكل من أشكال الحميمية. |
| اضطراب الشخصية النرجسية | أعطي وصف رالف كلاين عام 1995 للانشقاق في موضوع العلاقات شبه الفصامية منظور جديد على المعتقدات الشائعة حول شبه الفصامية والتي تركز أساسا على عدم اهتمام المصاب الظاهري بالعلاقات. ومما له أهمية خاصة هو الترابط بين الاضطراب النرجسي وشبه الفصامي. ويمكن أن يؤدي "الاستحقاق المفرط" للنرجسي في الأسرة إلى "عدم استحقاق" للشقيق شبه الفصامي. وغالبا ما يتنصل النرجسي من الخزي فيما يتم اسقاطه على (أو امتصاصه من قبل) شبه الفصامي، الأمر الذي يتسبب في الشعور بالغزو النفسي والشعور بالتعرض للانتهاك والاقتحام. ويمكن أيضا أن ينجذب شبه الفصامي إلى علاقات استغلالية حيث يميل فيها لتجربة مهمة وتمييز من خلال خدمة حاجات الآخر. وقد يكون هذا الشخص نفسه على علم تام بأي شكل من أشكال الفساد أو الاستغلال خارج هذه العلاقة. |
| متلازمة أسبرجر          | قد تكون هناك صعوبة كبيرة في التمييز بين متلازمة أسبرجر، والتي تسمى أحيانا "اضطراب شبه الفصامي في مرحلة الطفولة"، عن اضطراب الشخصية شبه الفصامية. ففي الوقت الذي تقع فيه متلازمة اسبرجر في طيف اضطراب التوحد، فإن اضطراب الشخصية شبه الفصامي يصنف على أنه اضطراب شخصية "شبيه بالفصام". وهناك بعض التداخل لأن بعض المصابين بالتوحد مؤهلون أيضا لتشخيصهم بالفصام أو الانعزال. ومع ذلك، فإن واحدة من السمات المميزة للاضطراب شبه الفصامي هو محدودية التأثر والمشاعر وضعف القدرة على التجربة العاطفية والتعبير. بينما أن الأشخاص الذين يعانون من متلازمة اسبرجر "منخفضو العقلانية"، أي أنهم يفشلون في التعرف على العظة الاجتماعية مثل التلميحات اللفظية ولغة الجسد والإيماءات، ولكن أولئك الذين يعانون من اضطرابات الشخصية شبه الفصامية يميلون إلى أن يكونوا "مرتفعوا العقلانية"، بما يجعلهم يفسرون هذه الإشارات بطريقة مشبوهة عموما. وعلى الرغم من أنهم قد يكونوا معزولين اجتماعيا من الطفولة، فإن معظم المصابين يظهرون سلوكا اجتماعيا متكيفا بشكل جيد كأطفال، جنبا إلى جنب مع وظيفة عاطفية طبيعية في الظاهر. كما أن اضطراب الشخصية شبه الفصامي لا ينطوي على ضعف في الاتصالات غير اللفظية مثل عدم وجود اتصال العين، أو عروض غير طبيعية، أو نمط من الاهتمامات المقيدة أو السلوكيات المتكررة. وبالمقارنة مع متلازمة اسبرجر، فإن اضطراب الشخصية شبه الفصامي يتميز بأنه اضطراب سلوكي بارز، وتكيف أفضل، وتفاعل اجتماعي أقل ضعفا وزيادة خطر الإصابة بالفصام. |
| الفصام البسيط           | يتشارك كل من الفصام البسيط واضطراب الشخصية شبه الفصامية العديد من الأعراض السلبية مثل الأفول (avolition)، والتفكير المفقر والمشاعر المسطحة. وعلى الرغم من أنه قد يبدوا كلا منهما متطابقا تقريبا، فإن ما يميزهما عادة هي الشدة. وأيضا، يتميز اضطراب الشخصية شبه الفصامي بنمط مستمر مدى الحياة دون تغيير، في حين أن الفصام البسيط يمثل تدهورا. |

### المشاكل المرضية المشاركة
بعض الناس الذين يعانون من صفات الشخصية شبه الفصامية قد تواجهم أحيانا حالات من الذهان التفاعلي القصير أثناء الضغط. وتشمل اضطرابات الشخصية التي تحدث في معظم الأحيان مع اضطراب الشخصية الانعزالية كل من اضطراب الشخصية الفصامية النوع والزورانية والنرجسية والوسواسية والإجتنابية. ويبدو أن العلاقة بين اللامفرداتية (عدم القدرة على تحديد ووصف العواطف) واضطراب الشخصية شبه الفصامي علاقة قوية لكنها ليست نفس الحالة.
غالبا ما ينفس الأفراد المصابون بالشخصية شبه الفصامية من خلال تعاطي المواد المخدرة والكحوليات وغيرها من الإدمان التي تستخدم كبديل للعلاقات الإنسانية. ويمثل بديل الأشياء الغير إنسانية عن الإنسانية قلب الدفاع الانعزالي. ويقدم سينفيلد أمثلة عن كيفية قيام الشخص الانعزالي بخلق علاقة شخصية مع المخدر، فينقل قول مدمن كان يسمِي الهيروين «حيوانه الأبيض المهدئ»، وأشخاص آخرين أشاروا إلى الكراك على أنه «ماما السيئة» أو «الصديق». ويوضح أنه «ليس كل المدمنين يسمون مخدرهم، ولكن هناك في كثير من الأحيان أثر شعوري شخصي بوجود علاقة مع المخدر». وتؤكد رؤية العلاقة بالموضوع أن تعاطي المخدرات وإدمان الكحول يعززان من خيال الاتحاد مع العالم الداخلي، ويمكن المدمن من أن يكون غير مبال بالعالم الخارجي. فالإدمان بالتالي هو دفاع شبه فصامي وتكافلي.
يشير شارون إكليبيري إلى أن الماريجوانا قد تكون الدواء الأكثر اتساقا مع الذات بالنسبة للأفراد المصابون باضطراب الشخصية شبه الفصامي لأنه يسمح لهم بحالة انفصال خيالية وبحالة من البعد عن الآخرين، ويوفر تجربة داخلية أكثر ثراء عن تلك التي تحدث في الفرد العادي، ويقلل من الشعور الداخلي بالفراغ والفشل في المشاركة في الحياة، كما أن الكحول، المتاح بسهولة والآمن للحصول عليه، هو مخدر مميز آخر لهؤلاء الأفراد، وبعضهم يستخدم الماريجوانا والكحول، ولا يرى أملا في التخلي عنهما.
الانتحار قد يكون أيضا سمة جارية للمصابين، على الرغم من أنه ليس من المحتمل أن يحاولوه في الواقع، وقد يشعرون بالتدني والاكتئاب عندما يتم قطع جميع الاتصالات الممكنة، ولكن طالما هناك علاقة أو حتى الأمل بواحدة فإن الخطر يكون أقل. تمثل فكرة الانتحار قوة دافعة ضد دفاعات الشخص شبه الفصامي. وكما يقول كلاين: «بالنسبة لبعض المرضى، فإن وجوده يشبه ضجيج الخلفية الباهتة، التي يمكن بالكاد تمييزه، ونادرا ما بصل إلى مستوى يظهر فيه للوعي، وبالنسبة للآخرين، فهو وجود مشؤوم، وهو سيف عاطفي من داموكليس، وفي أي حال ، فهو أمر مروع يعانون منه جميعا».

## علم الظواهر

### أنواع ميلون الفرعية
قصر ثيودور ميلون مصطلح «شبه الفصامي» على تلك الشخصيات التي يوجود بها خلل جوهري في القدرة على تشكيل العلاقات. وكان أساس عمله هو الذي أدى إلى انقسام الطابع الفصامي إلى ثلاثة اضطرابات شخصية منفصلة (شبه الفصامية، الفصامي النوع والاجتنابي) في الدليل التشخيصي (1980). وبالنسبة لميليون، فإن اضطراب الشخصية شبه الفصامي يتميز عن اضطرابات الشخصية الأخرى في أنه «اضطراب الشخصية التي تفتقر إلى شخصية». وهو ينتقد ذلك باعتبار أن هذا قد يكون بسبب معايير التشخيص الحالية، والتي تصف الاضطراب فقط من خلال غياب بعض الصفات التي تؤدي إلى «متلازمة العجز» أو «الفراغ». وبدلا من تحديد وجود شيء ما، فإنهم يذكرون فقط ما هو غير موجود. لذلك، من الصعب وصف وبحث مثل هذا المفهوم.
كما حدد أربعة أنواع فرعية من اضطراب الشخصية شبه الفصامي، وقد يظهر على المريض أيا منها وهي:
| النوع الفرعي                                        | صفاته |
| --------------------------------------------------- | --- |
| شبه الفصامي الفاتر (ويتضمن خصائص اكتئابية واتكالية) | قصور ذاتي ملحوظ. مستوى تنشيط ناقص؛ لا مبال من داخله، كسول، مرهق، بطئ، واهن ومنهك.                                      |
| شبه الفصامي البعيد (ويتضمن خصائص تجنبية)            | بعيد. لا يمكن الوصول إليه، انفرادي، معزول، بلا مأوى، منفصل، منعزل، منجرف بلا هدف؛ مشغول جانبيا.                        |
| شبه الفصامي المتبدد (ويتضمن صفات فصامية)            | منفصل الارتباط عن الآخرين والنفس؛ الذات هي شيء متحرر أو بعيد؛ انفصال الجسم والعقل، منشق، مفصول.                        |
| شبه الفصامي معدوم المشاعر (ويتضمن صفات قهرية)       | ليس لديه شغف، غير مستجيب، غير حساس، بارد، غير مكترث، لا روح له، باهت، غير قابل للإثارة، غير قلق، انخفاض في كل العواطف. |

### لمحة أختار
قدم سلمان أختر لمحة شاملة الظواهر عن اضطراب الشخصية شبه الفصامي التي تم تجميعها من وجهات النظر الوصفية الكلاسيكية والمعاصرة مع ملاحظات التحليل النفسي. وتلخص هذه اللمحة في الجدول الوارد أدناه الذي يسرد المظاهر السريرية التي تنطوي على ستة مجالات من الأداء النفسي الاجتماعي ويتم تنظيمها من خلال مظاهر "علنية" و "سرية". ويشير الدكتور أختر إلى أن "هذه الدلالات لا تتضمن واعية أو غير واعية بل تدل على جوانب متناقضة تبدو ظاهرة ظاهريا أكثر أو أقل سهولة"، وأن "طريقة تنظيم الأعراض هذه تؤكد على مركزية الانشقاق وتشوش الهوية في الشخصية شبه الفصامية.
في عام 2013، قدم أختر دراسة حالة سريرية لرجل شبه فصامي كدليل على ما لمحته.
المظاهر السريرية لاضطراب الشخصية شبه الفصامي
| المجال                           | المظاهر العلنية | المظاهر السرية |
| -------------------------------- | --- | --- |
| مفهوم الذات                      | متوافق، رواقي، غير تنافسي، مكتف ذاتيا، يفتقر إلى الجدارة، يشعور بالدونية، وأنه دخيل في الحياة                                                                             | ساخر، غير أصيل، متبدد الشخصية، يشعر بالتناوب بأنه فارغ، مثل الروبوت، ومليئ بالقهر، أوهام انتقامية، عظمة خفية                                                               |
| العلاقات بين الأشخاص             | منسحب، متحفظ، لديه عدد قليل من الأصدقاء المقربين، منيع ضد مشاعر الآخرين، يخاف من العلاقة الحميمة                                                                          | حساس بشكل رائع، فضول بشكل كبير تجاه الآخرين، جائع للحب، حسود لعفوية الآخرين، بحاجة مكثفة للمشاركة مع الآخرين، قادر على الإثارة مع الأصدقاء الذين اختارهم بعناية            |
| التكيف الاجتماعي                 | يفضل الأنشطة المهنية والترفيهية الفردية، هامشي أو اجتماعي بشكل انتقائي في المجموعات، عرضة للحركات الباطنية بسبب الحاجة القوية للانتماء، يميل إلى أن يكون كسول وغير متسامح | مفتقر إلى وضوح الأهداف، ضعف الانتماء العرقي، عادة قادر على العمل المطرد، مبدع جدا، ويمكن أن يقدم مساهمات فريدة ومبتكرة، قادر على التحمل العاطفي في مجالات معينة ذات اهتمام |
| الحب والجنس                      | لا جنسي، وأحيانا أعزب، خالي من الإهتمامات الرومانسية، نافر من القيل والقال الجنسي والغمز                                                                                  | اهتمامات متسلية، عرضة لخطر هوس العشق، الاتجاه نحو الانحرافات القهرية |
| المعايير الأخلاقية والمثل العليا | معتقدات أخلاقية وسياسية خاصة، الاتجاه نحو الاهتمامات الروحية، والصوفية، والنفسية                                                                                          | التفاوت الأخلاقي، في بعض الأحيان لا أخلاقي، أو عرضة للجرائم الغريبة، وفي أحيان أخرى يضحي بالذات                                                                            |
| نمط الإدراك                      | غائب الذهن، منهمك في الخيال، حديثه غامض وخام، التناوب بين البلاغة والصمت المطبق                                                                                           | التفكير التوحدي، التقلبات بين الاتصال الحاد مع الواقع الخارجي وفرط الانعكاسية حول الذات                                                                                    |

## العلاج
نادرا ما يسعى الأشخاص الذين يعانون من اضطراب الشخصية شبه الفصامي إلى علاج حالتهم، كما هو الحال في العديد من اضطرابات الشخصية، والتي تمنع الكثير من الناس الذين يعانون من هذه الحالات والذين يميلون إلى اظهار حالتهم كما لو كانت متسقهم مع صورتهم الذاتية واستقبال تصوراتهم الغير طبيعية على أنها عقلانية ومناسبة من السعي لتلقي العلاج. هناك القليل من البيانات حول فعالية العلاجات المختلفة في اضطراب الشخصية الانعزالية بسبب عدم تكرار حدوثه في الأوساط السريرية. ومع ذلك، فإن أولئك في العلاج لديهم خيار العلاج النفسي والدوائي.

### الأدوية
لا يوجد أدوية مباشرة لعلاج اضطراب الشخصية شبه الفصامي، ولكن بعض الأدوية قد تقلل من أعراضها وكذلك علاج الاضطرابات النفسية المصاحبة لها. تعكس أعراض ضطراب الشخصية شبه الفصامي الأعراض السلبية للفصام، مثل انعدام التلذذ، تبلد المشاعر، وانخفاض الطاقة، ويعتقد أن اضطراب الشخصية شبه الفصامي هو جزءا من «الطيف الفصامي» من الاضطرابات، والذي يتضمن أيضا اضطرابات الشخصية الفصامية النوع وجنون العظمة، ويمكن أن تستفيد من الأدوية المستخدمة في الفصام. وبشكل أساسي فقد تم استخدام جرعات منخفضة من مضادات الذهان غير التقليدية مثل ريسبيريدون أو أولانزابين للتخفيف من العجز الاجتماعي وتبلد المشاعر. ومع ذلك، خلصت مراجعة قريبة إلى أن مضادات الذهان غير التقليدية كانت غير فعالة لعلاج اضطرابات الشخصية. وعلى النقيض من ذلك، يمكن استخدام البوبروبيون الأمفيتامين البديل لعلاج أنعدام التلذذ. وبالمثل، قد يكون مودافينيل فعالا في علاج بعض الأعراض السلبية للفصام، والتي تظهر في اضطراب الشخصية الانعزالية، وبالتالي قد تساعد أيضا. كما قد يساعد أضا لاموترجين، مثبطات استرداد السيروتونين الانتقائية، ومضادات الاكتئاب ثلاثية الحلقة، مثبطات أكسيداز أحادي الأمين وهيدروكسيزين في مكافحة القلق الاجتماعي لدى الأشخاص المصابين بمرض اضطراب الشخصية الانعزالية إذا كان موجودا، على الرغم من أن القلق الاجتماعي قد لا يكون مصدر قلق رئيسي للأشخاص الذين يعانون من هذه الاضطراب. ومع ذلك، فإنه ليس من الممارسات العامة أن يعالج اضطراب الشخصية الانعزالية بالأدوية، بخلاف العلاج القصير المدى للحالات الحادة المشاركة (على سبيل المثال الاكتئاب).

### العلاج النفسي
يستخدم العلاج النفسي من قبل أخصائين مدربين خصيصا على مجالات مثل مهارات التكيف، وتحسين المهارات الاجتماعية والتفاعلات الاجتماعية والاتصالات ومسائل تقدير الذات. فالمصابين باضطراب الشخصية شبه الفصامي لديهم ميل لتفويت الخلافات التي تتسبب في عدم القدرة على التقاط الاشارات البيئية وتحد من خبراتهم. فتصور الأحداث المتنوعة يزيد فقط من خوفهم للألفة والحميمية ويحد من علاقاتهم مع الآخرين. كما أن تحفظهم قد يحد من الفرص المتاحة لهم لصقل المهارات الاجتماعية والسلوك اللازمة لمتابعة فعالية العلاقات. وقد تساعد مجموعات التنشئة الاجتماعية المصابين باضطراب الشخصية شبه الفصامي. كما قد تكون الاستراتيجيات التعليمية التي تسمح للمصابين باضطراب الشخصية الانعزالية بتحديد المشاعر الايجابية والسلبية فعالة هي الأخري. هذا التحديد يساعدهم على معرفة عواطفهم الخاصة والعواطف التي يرسمونها من الآخرين وشعور العواطف المشتركة مع الأفراد الآخرين داخل العلاقة. وهذا يمكن أن يساعد المصابين باضطراب الشخصية شبه الفصامي في خلق التعاطف مع العالم الخارجي.

#### العلاج قصير المدى
مفهوم «الحل الوسط» يعني أن المريض شبه الفصامي يمكن تشجيعه لتجربة مواقف وسيطة بين النقيضين من التقارب العاطفي والبعد الدائم. فعدم وجود حقن للواقع بين الأشخاص يسبب الفقر في الصورة الذاتية لدي المريض، ويصبح فارغ على نحو متزايد ويؤدي بالمريض بأن يشعر أنه غير حقيقي. ولإنشاء تفاعل أكثر تكيفا وإثراء للذات مع الآخرين من أجل أن يشعر المريض بأنه «حقيقي،» يتم تشجيع المريض لتحمل المخاطر من خلال زيادة الاتصال والتواصل وتبادل الأفكار والمشاعر والأفعال. فالحل الوسط يعني أنه في حين عدم تغلب المريض على تعرضيته للقلق، فإنه يتم تعديله والتمكن من بشكل أكثر تكيفا. وهنا يحاول المعالج أن ينقل للمريض مرارا وتكرارا أن القلق أمر لا مفر منه ولكنه قابل للتعامل معه، بدون أية أوهام بأن التعرض لمثل هذا القلق يمكن الاستغناء عنه بشكل دائم. العامل المحدد هو النقطة التي تصبح فيها مخاطر العلاقة الحميمة غامرة وبالتالي اسحاب المريض.
يشير كلاين أن المريض يجب أن يتحمل المسؤولية لوضع نفسه في موضع المخاطرة والأخذ بزمام المبادرة لمتابعة اقتراحات العلاج في حياته الشخصية. وقد تم التأكيد على أن هذه هي انطباعات المعالج، وانه لايقرأ عقل المريض أو يفرض أجندة ولكن مجرد ذكر الموقف الذي هو امتداد لرغبة المريض العلاجية. وأخيرا، فإن المعالج يوجه الانتباه إلى الحاجة إلى توظيف هذه السلوكيات خارج الجلاسات العلاجي.

#### العلاج طويل المدى
يشير كلاين أن «العمل المباشر» يمثل الصف الثاني من العلاج النفسي طويل المدى لمرضى اضطراب الشخصية شبه الفصامي. وهدفه هو التغيير الجذري في الأساليب القديمة من الشعور والتفكير، وتخليص نفسه من التعرض لتلك المشاعر المرتبطة بالعوطاف والأفكار القديمة. وهناك عملية علاجية جديدة من «التذكر مع الشعور» والتي تعتمد على مفاهيم وينيكوت (DW Winnicott) عن الذات الكاذبة والذات الحقيقية. فالمريض يجب أن يتذكر ويشعر بزوغ (ظهور) الذات الكاذبة خلال مرحلة الطفولة، وأن يتذكر الشروط والمحظورات التي فرضت على حريته في تجربته مع الاقتراب بالآخرين.
يؤدي «التذكر مع الشعور» في النهاية إلى فهم المريض أنه لم يكن لديه فرصة للاختيار من بين مجموعة من السبل الممكنة لاكتشاف ذاته أو لتعلقه بالآخرين، حيث لم يكن لديه عدد من الخيارات، إن وجدت، من أجل عدم تكون الانعزالية نحو الآخرين. وكانت الذات الكاذبة ببساطة هي أفضل طريقة يمكن للمريض من خلالها مواجهة الاعتراف المتكرر والتأكيد والموافقة اللازمة من أجل البقاء العاطفي وفي الوقت ذاته درء الآثار المرتبطة الاكتئاب الناتج عن الهجران.
إذا كان الهدف من العلاج على المدى القصير هو أن يفهم المريض بأنه ليس كما يبدو وأنه يمكن أن يتصرف بشكل مختلف، فإن الهدف من العلاج طويل المدى أن يفهم المريض من هو وما الذي يعنيه كبشري، ما الذي يحبه حقا وما الذي يوجد بداخله. الهدف من العمل المباشر لا يتحقق من خلال اكتشاف المريض المفاجئ للذات الخفية والمبدعة التي تعيش بداخله، بل هو عملية تحرير ببطء لنفسه من الحبس في سجن اكتئاب الهجران من أجل الكشف عن الإمكانات الذاتية. إنها عملية من التجربة التي تحتاج إلى العفوية التي يمكن أن تواجه في العلاقة مع الآخرين.
يمثل العمل من خلال اكتئاب الهجران عملية معقدة وطويلة وذات طبيعة صراعية ويمكن أن تكون تجربة مؤلمة جدا من حيث طبيعة ما يجب تذكره وما يجب الشعور به. فهو يتضمن الحداد والحزن لفقدان الوهم بأن المريض كان لديه الدعم الكافي لظهور الذات الحقيقية. وهناك أيضا حدادا على فقدان الهوية، والنفس كاذبة، والتي شيدها الشخص ومن خلالها تفاوض في الكثير من حياته. تفكيك الذات الكاذبة يتطلب التخلي عن الطريقة الوحيدة التي كان المريض قد عرفها عن كيفية التفاعل مع الآخرين. فهذا التفاعل بالنسبة له كان أفضل من عدم وجود شعور مستقر ومنتظم بالذات، مهما كانت هذه الذات كاذبة ودفاعية أو مدمرة.
تفكيك الذات الكاذبة «يترك للذات الحقيقية فرصة تحويل إمكاناتها إلأي عالم الواقع». فالعمل المباشر يجلب مكافآت فريدة من نوعها، يكون فيها العامل الأكثر أهمية هو إدراك متزايد بأن الفرد لديه، الحاجة الداخلية الأساسية للقرب والتقارب والتي قد يتم التعبير عنها من خلال عدة طرق. ويقترح كلاين بأنه «فقط المرضي الانعزاليين الذين عملوا خلال اكتئاب الهجران سوف يرون في نهاية المطاف تسلل القدرة والرغبة في القرابة إلى نسيج كياناتهم، وأن ذلك حقا جزء من هوية المريض وما يوجد داخله كبشري. ومن هذا المنطلق الذي يسمح أخيرا للمريض الانعزالي بأن يشعر بالمعنى الأكثر حميمية في علاقاته الإنسانية بشكل عام، ومع شخص آخر بصورة أكثر شخصية. وبالنسبة للمريض الانعزالي، فهذه الدرجة من اليقين تمثل اكتشاف يثلج الصدر، ويأسس لمنظم جديد للتجربة الذاتية».

## النشأة والمسار
يمكن أن يظهر اضطراب الشخصية الانعزالية في أول وضوح في مرحلة الطفولة والمراهقة في شكل مع وحدة، علاقات سيئة مع الأنداد، وتدني التحصيل الدراسي في المدرسة. وهذا قد يوسم هؤلاء الأطفال كما لو كانوا مختلفين ومن ثم يجعلهم خاضعون للمضايقة.
وبحكم اضطرابات الشخصية، التي عادة ما تكون مزمنة وطويلة الأمد، فإن اضطراب الشخصية الانعزالية ليس من المتوقع له أن يتحسن مع مرور الوقت من دون علاج. ومع ذلك، لا يزال هناك الكثير غير معروف لأنه نادرا ما يوجد الاضطراب في العيادات للعلاج.

## وصلات خارجية
- Schizoid: Self in Exile
- NY Times article "Like a Fish Needs a Bicycle: For Some People, Intimacy Is Toxic"
- A Comprehensive Profile of Schizoid Personality Disorder
- Schizoid forums: A forum for people with schizoid personality dedicated to research and understanding of this disorder.